# Kirchweyhe (stacja kolejowa)
Kirchweyhe (niem: Bahnhof Kirchweyhe) – stacja kolejowa w Weyhe, w kraju związkowym Dolna Saksonia, w Niemczech. Znajduje się na km 224,5 linii Wanne-Eickel – Hamburg, która jest nazywana także "Rollbahn". Stacja znajduje się w dzielnicy Kirchweyhe. W 1873 otwarto budynek dworca zbudowanego z cegły i jest obecnie obiektem zabytkowym.
Według klasyfikacji Deutsche Bahn posiada kategorię 5.

## Historia
Stacja została otwarta w dniu 15 maja 1873 roku podczas uruchomienia Rollbahn. Ze względu na swoje położenie na tej linii, w pobliżu Bremy i portu na trasie Bremen-Thedinghauser Eisenbahn, stacja kolejowa w kolejnych latach stała się jedną z największych stacji rozrządowych w północnych Niemczech. Lokomotywownia się z dwóch obrotnic z 24 miejscami dla lokomotyw, w 1919 roku było w sumie 88 parowozów na stacji. Bogate zaplecze kolejowe, w liczącej w tamtym czasie 3000 mieszkańców gminy były również przyczyną do budowy dzielnicy mieszkalnej, między 1919-1921. Lokomotywownia została zamknięta w 1968 roku. Od 1980 roku znajduje się na części terenu R.B.S. Kirchweyhe Reinigen - Beschichten - Strahlen GmbH. Pozostałe obiekty kolejowe są w dużej mierze zdemontowane.
Otoczenie i budynek dworca należy od 2006 roku do gminy Weyhe. Budynek został gruntownie odnowiony w 2011 roku. Dzisiaj jest miejscem dla centrum edukacji dorosłych z powiatu Diepholz. Perony zostały odnowione latem 2012 roku i są przystosowane dla osób niepełnosprawnych.

## Linie kolejowe
- Wanne-Eickel – Hamburg